# جورج إم. همفري
جورج إم. همفري هو محامي وسياسي أمريكي، ولد في 8 مارس 1890 في مقاطعة تشيبويجان في الولايات المتحدة، وتوفي في 20 يناير 1970 في كليفلاند في الولايات المتحدة. نشط حزبياً في الحزب الجمهوري. وقد انتخب وزير الخزانة الأمريكي (21 يناير 1953 – 29 يوليو 1957).

## وصلات خارجية
- جورج إم. همفري على موقع الموسوعة البريطانية (الإنجليزية)
- جورج إم. همفري على موقع مونزينجر (الألمانية)
- جورج إم. همفري على موقع إن إن دي بي (الإنجليزية)